# Blocchi
Blocchi (Blokken, 1931) è un romanzo breve distopico di Ferdinand Bordewijk, uno dei suoi primi e più conosciuti romanzi.

## Commento
La storia descrive una realtà distopica in cui una compagine statale è costruita secondo un geometrismo parossistico e basata sull'idea "totale" e ossessionante del blocco. Isolato dal mondo esterno e perfettamente ordinato e strutturato al suo interno, l'ordine cubico assorbe, assimila e annulla l'individuo.
Non rimane certamente alcuno spazio per la libertà, per la possibilità di autodeterminarsi, di individualizzarsi o individuarsi. Nel cubismo di stato tutto è comune, uniforme, stabile. L'irrazionale (il rotondo) è rigorosamente vietato.
Chiara critica nel confronti del comunismo, è anche uno dei primi racconti distopici, cui poi seguiranno i ben più famosi Il mondo nuovo di Aldous Huxley e 1984 di George Orwell.

## Edizioni
- Ferdinand Bordewijk, Blocchi, traduzione di Claudia Pietrobelli, collana asSaggi di narrativa, Bompiani, 2002,  p. 107.